# ریچل هاوس
ریچل هاوس (به انگلیسی: Rachel House) (زاده ۲۰ اکتبر ۱۹۷۱) بازیگر نیوزیلندی است.
از کارهای معروف او می‌توان به بازی در فیلم در قابل حمل اشاره کرد.

## فیلم‌شناسی
فهرست برخی از فیلم‌هایی که ریچل هاوس در آن‌ها به ایفای نقش پرداخته‌است:
- سوارکار نهنگ (۲۰۰۲)
- شکست (۲۰۰۴)
- عقاب در برابر کوسه (۲۰۰۷)
- پسر (۲۰۱۰)
- اسب سیاه (۲۰۱۴)
- شکار انسان‌های سرگردان (۲۰۱۶)
- موانا (۲۰۱۶)
- ثور: رگناروک (۲۰۱۷)
- جوجو خرگوشه (۲۰۱۹)
- پنگوئن بلوم (۲۰۲۰)
- روح (۲۰۲۰)
- بازگشت به اوت‌بک (۲۰۲۱)
- در قابل حمل (۲۰۲۳)
- هدف بعدی پیروزی است (۲۰۲۳)
- گودزیلا و کونگ: امپراتوری جدید (۲۰۲۴)